# Mater artium necessitas
Mater artium necessitas: proverbio latino, dal significato letterale: "La necessità è la madre delle abilità" e senso traslato "In caso di necessità si riescono a fare cose inaspettate". 
Come proverbio italiano è diffuso come La necessità aguzza l'ingegno o La miseria aguzza l'ingegno.
Si noti che la parola latina ars, artis in questo caso non ha il significato che è passato in italiano di "arte", ma appunto quello di "abilità", come nella parola italiana "artefice". Il proverbio non è molto usato nell'italiano corrente: è più facile trovare le versioni italiane "la necessità aguzza l'ingegno" e "bisogna fare di necessità virtù". In inglese, il proverbio corrispondente è Necessity is the mother of invention. 

Potrebbe anche darsi il caso che il proverbio non esistesse ai tempi dei Romani, ma sia un'invenzione rinascimentale: la prima attestazione si ha infatti nel libro Vulgaria ("Cose comuni"), una specie di vocabolario latino-inglese di William Horman.